# Нижнеподкумский сельсовет
Нижнеподкумский сельсовет — административно-территориальная единица, выделявшаяся в составе города-курорта Пятигорска.
Административный центр — посёлок Нижнеподкумский.

## История
Нижнеподкумский сельский Совет народных депутатов. Упоминается в 1933-1991 годах.
Нижнеподкумский сельсовет выделялся в СССР как сельсовет, подчинённый администрации Пятигорского горсовета.
Уже после распада СССР Законом от 29 февраля 1996 года об административно-территориальном устройстве Нижнеподкумский сельсовет был определён как сельсовет, находящийся в ведении города (краевого значения) Пятигорска.
В 1991 году образована администрация посёлка Нижнеподкумского в связи с прекращением полномочий предшественников, как правопреемники бывших  поселковых советов исполкомов. Действовала до 1996 года.
В 1996 году образовано Территориальное управление администрации города Пятигорска в посёлке Нижнеподкумский.
В 2004—2005 годах в Ставропольском крае была проведена административно-территориальная и муниципальная реформа, в результате которой сельсоветы и поссоветы были сохранены только в составе районов. С 2006 года согласно принятому Реестру административно-территориальных единиц в городах областного значения сельсоветы и поссоветы отсутствуют.
С 1 января 2022 года из ОКАТО был исключён.

## Состав
В состав Нижнеподкумского сельсовета входят 2 населённых пункта:
| № | Населённый пункт | Тип населённого пункта          | Население |
| - | ---------------- | ------------------------------- | --------- |
| 1 | Нижнеподкумский  | посёлок, административный центр | ↘2289     |
| 2 | Средний Подкумок | посёлок                         | ↗1313     |